# Delichon nipalense
Andorinha-nepalesa (Delichon nipalense) é uma ave passeriforme da família Hirundinidae. É encontrada nas montanhas do sul da Ásia, entre 1000 e 4000 metros de altitude.

## Descrição
O adulto de Delichon nipalense mede aproximadamente 13 cm de comprimento. Apresenta plumagem azul-metálica nas partes superiores e branca nas inferiores, inclusive debaixo das asas. Difere de Delichon urbicum e Delichon dasypus por apresentar garganta e região sob a cauda negras e uma cauda quadrada. As partes negras são mais opacas nos juvenis.

## Subespécies
Esta espécie de andorinha apresenta duas subespécies:
- D. n. nipalense: residente no Himalaia, do distrito de Garhwal até Nepal e Myanmar;
- D. n. cuttingi: maior e com coloração negra mais intensa que a subespécie anterior.  Encontrada do norte de Myanmar até a China e Vietnã.